# العلاقات البوسنية الكرواتية
العلاقات البوسنية الكرواتية هي العلاقات الثنائية التي تجمع بين البوسنة والهرسك وكرواتيا.

## مقارنة بين البلدين
هذه مقارنة عامة ومرجعية للدولتين:
| وجه المقارنة                                              | البوسنة والهرسك                                             | كرواتيا                                                  |
| --------------------------------------------------------- | ----------------------------------------------------------- | -------------------------------------------------------- |
| المساحة (كم2)                                             | 51.20 ألف                                                   | 56.59 ألف                                                |
| عدد السكان (نسمة)                                         | 3.51 مليون                                                  | 4.11 مليون                                               |
| الكثافة السكانية (ن./كم²)                                 | 68.55                                                       | 72.63                                                    |
| العاصمة                                                   | سراييفو                                                     | زغرب                                                     |
| اللغة الرسمية                                             | اللغة البوسنوية، اللغة الكرواتية، اللغة الصربية             | اللغة الكرواتية                                          |
| العملة                                                    | مارك بوسني                                                  | كونا كرواتية                                             |
| الناتج المحلي الإجمالي (بليون دولار)                      | 18.17 مليار                                                 | 54.85 مليار                                              |
| الناتج المحلي الإجمالي (تعادل القوة الشرائية) بليون دولار | 41.35 مليار                                                 | 94.64 مليار                                              |
| الناتج المحلي الإجمالي الاسمي للفرد دولار أمريكي          | 4.25 ألف                                                    | 11.54 ألف                                                |
| الناتج المحلي الإجمالي للفرد دولار أمريكي                 | 10.43 ألف                                                   | 21.64 ألف                                                |
| مؤشر التنمية البشرية                                      | 0.733                                                       | 0.818                                                    |
| رمز المكالمات الدولي                                      | +387                                                        | +385                                                     |
| رمز الإنترنت                                              | .ba                                                         | .hr                                                      |
| المنطقة الزمنية                                           | توقيت وسط أوروبا، ت ع م+01:00، ت ع م+02:00، أوروبا/سراييفو ‏ | توقيت وسط أوروبا، ت ع م+01:00، ت ع م+02:00، أوروبا/زغرب ‏ |

## مدن متوأمة
في ما يلي قائمة باتفاقيات التوأمة بين مدن بوسنية وكرواتية:
- ترتبط توزلا مع أوسييك باتفاقية توأمة.
- ترتبط موستار مع سبليت باتفاقية توأمة منذ 1996.[16][16]
- ترتبط Prozor-Rama [الإنجليزية]‏ مع سيني، كرواتيا باتفاقية توأمة.
- ترتبط فيسوكو مع بيلوفار باتفاقية توأمة.
- ترتبط سراييفو مع زغرب باتفاقية توأمة منذ 1972.

## منظمات دولية مشتركة
يشترك البلدان في عضوية مجموعة من المنظمات الدولية، منها:
| علم المنظمة | اسم المنظمة                               | تاريخ انضمام البوسنة والهرسك | تاريخ انضمام كرواتيا |
| ----------- | ----------------------------------------- | ---------------------------- | -------------------- |
|             | مؤسسة التنمية الدولية                     | 25 فبراير 1993               | 25 فبراير 1993       |
|             | يونسكو                                    | 2 يونيو 1993                 | 1 يونيو 1992         |
|             | وكالة ضمان الاستثمار متعدد الأطراف        | 19 مارس 1993                 | 19 مارس 1993         |
|             | مجلس أوروبا                               | 24 أبريل 2002                | ?                    |
|             | الأمم المتحدة                             | 22 مايو 1992                 | 22 مايو 1992         |
|             | الاتحاد البريدي العالمي                   | ?                            | ?                    |
|             | البنك الدولي للإنشاء والتعمير             | 25 فبراير 1993               | 25 فبراير 1993       |
|             | اتفاقية السماوات المفتوحة                 | ?                            | ?                    |
|             | الاتحاد الدولي للاتصالات                  | 20 أكتوبر 1992               | 3 يونيو 1992         |
|             | منظمة حظر الأسلحة الكيميائية              | ?                            | ?                    |
|             | مؤسسة التمويل الدولية                     | 25 فبراير 1993               | 25 فبراير 1993       |
|             | المنظمة الأوروبية لسلامة الملاحة الجوية   | 2004                         | 1997                 |
|             | المركز الدولي لتسوية المنازعات الاستشارية | 13 يونيو 1997                | 22 أكتوبر 1998       |
|             | منظمة الشرطة الجنائية الدولية             | ?                            | ?                    |
|             | منظمة الأمن والتعاون في أوروبا            | 30 أبريل 1992                | 24 مارس 1992         |

## أعلام
هذه قائمة لبعض الشخصيات التي تربطها علاقات بالبلدين:
- علي عزت بهمن (سياسي وأكاديمي بوسني، 25 ديسمبر 1940 – 1 أغسطس 2018)

## وصلات خارجية
- موقع وزارة الخارجية البوسنية
- موقع وزارة الخارجية الكرواتية